# Archilestes guayaraca
Archilestes guayaraca – gatunek ważki z rodziny pałątkowatych (Lestidae). Występuje na terenie Ameryki Południowej.